# Suore dell'Addolorata e della Santa Croce
Le suore dell'Addolorata e della Santa Croce sono un istituto religioso femminile di diritto pontificio: i membri di questa congregazione pospongono al loro nome la sigla C.S.A.S.C.

## Storia
La congregazione trae le sue origini dal ritiro dell'Addolorata, un istituto fondato nel 1812 a Torre del Greco dal canonico Giuseppe Brancaccio (1773-1842) per accogliere e istruire le ragazze povere.
Per gestire l'opera sorse una comunità che si organizzò come congregazione religiosa e i cui regolamenti vennero approvati dal cardinale Alessio Ascalesi, arcivescovo di Napoli, il 12 maggio 1927; la congregazione ricevette il pontificio decreto di lode il 25 febbraio 1949.

## Attività e diffusione
Le religiose dell'istituto svolgono particolarmente opera di assistenza in favore dei giovani in difficoltà.
La sede generalizia è in via del Fontanile Arenato a Roma.
Alla fine del 2008, la congregazione contava 42 religiose in 8 case.